# Ladas
Ladas ist ein männlicher Vorname. Im Litauischen leitet er sich von der Gottheit Lada her.

## Namensträger
- Ladas von Lakonien (5. Jahrhundert v. Chr.), griechischer Langläufer
- Ladas Natkevičius (1893–1945), Verwaltungsjurist und Diplomat, Politiker.